# Nur das Beste
Albums de Mireille Mathieu
Das Beste aus den Jahren 1970-78
(2000) Die Welt ist schön Milord
(2000)
Nur das Beste est une compilation de Mireille Mathieu sortie en 2000 qui regroupe 15 de ses chansons en allemand, datant de 1969 à 1999.

## Chansons de la compilation
1. Hinter den Kulissen von Paris (Christian Bruhn/Georges Buschor)
2. Martin (Christian Bruhn/Georges Buschor)
3. Es geht mir gut, Chéri (Christian Bruhn/Georges Buschor)
4. Meine Welt ist die Musik (Christian Bruhn/Georges Buschor)
5. An einem Sonntag in Avignon (Christian Bruhn/Georges Buschor)
6. Ganz Paris ist ein Theater (Christian Bruhn/Georges Buschor)
7. Hans im Glück (Christian Bruhn/Georges Buschor)
8. Der Wein war aus Bordeaux (Christian Bruhn/Kurt Herta)
9. La Paloma Ade (Christian Bruhn/Yradier/Georges Buschor)
10. Das Wunder aller Wunder ist die Liebe (Christian Bruhn/Georges Buschor)
11. Schau mich bitte nicht so an (Louiguy/Édith Piaf/Ralph Siegel)
12. Die Welt ist schön, Milord (Marguerite Monnot/Ernst Bader)
13. Winter in Canada (Christian Bruhn/Georges Buschor)
14. Immer frei sein (Willy Klüter/Bernd Meinunger)
15. Alles nur ein Spiel (Willy Klüter/Bernd Meinunger)